# 三根村 (福岡県)
三根村（みねむら）は、福岡県朝倉郡にあった村。現在の朝倉郡筑前町、飯塚市の一部。

## 地理
砥上岳の南東麓に位置していた。

## 歴史

### 沿革
- 1889年（明治22年）4月1日 - 町村制の施行により、夜須郡曽根田村、三牟田村、櫛木村、三箇山村、三並村、畑島村、長者町村、桑曲村が合併して村制施行し、三根村が発足[1][2]。
- 1896年（明治29年）4月1日 - 郡の統合により朝倉郡に所属[1][3]。
- 1908年（明治41年）3月20日 - 朝倉郡中津屋村、安野村と合併し、夜須村を新設して廃止された[1][2]。

### 地名の由来
合併に加わった各村から大村の名を混じり合わせたもの。

## 産業
米、麦を主とした農業。